# 5141 Tachibana
5141 Tachibana là một tiểu hành tinh vành đai chính được phát hiện ngày 16 tháng 12 năm 1990, bởi Tsutomu Seki ở Geisei. Tên chỉ định của nó là 1990 YB.